# Pokémon Tekken
Pokémon Tekken (in anderen Ländern Pokkén Tournament) ist ein Fighting Game von Bandai Namco Entertainment, das Spielelemente des Genre-Klassikers Tekken mit Figuren aus der Pokémon-Spielwelt verbindet. Es erschien 2015 in den Spielhallen in Japan und wurde am 18. März 2016 für Nintendos Spielkonsole Wii U weltweit veröffentlicht. Für die Version an den Spielautomaten erschien ein passender Arcade-Controller. Am 6. Juni 2017 wurde unter dem Titel Pokémon Tekken DX eine Neuauflage für die Nintendo Switch angekündigt, welche am 22. September 2017 erschienen ist.

## Spielprinzip
In Pokémon Tekken kämpfen zwei Spieler mit verschiedenen Pokémon im üblichen Tekken-Stil gegeneinander. Anders als die meisten Kampfspiele für Spielautomaten, die einen traditionellen Joystick und Knöpfe nutzen, wird die Spielhallenversion von Pokkén Tournament mit Controllern von Spielkonsolen gespielt. Das soll Spielern, die keine Erfahrung im Umgang mit Spielautomaten und deren Joysticks haben, ermöglichen, schneller in das Spiel zu finden. Das Spiel basiert vor allem auf Action und weniger auf dem eher technischen Gameplay mit vielen unterschiedlichen Tastenkombinationen von Tekken. Die Spieler können verschiedene Pokémon-Attacken und die seit Pokémon X und Y bekannten Mega-Entwicklungen verwenden und die Angriffsstärke sowie die Verteidigung durch der Charaktere durch sogenannte Buffs erhöhen.
Nach der Veröffentlichung soll jedem Spiel für eine begrenzte Zeit eine Amiibo-Karte von Schatten-Mewtu beiliegen.

## Charaktere

### Spielbare Hauptcharaktere
Das ursprüngliche Spiel für die Wii U enthält 16 spielbare Charaktere:
- Gengar
- Gewaldro
- Glurak
- Guardevoir
- Knakrack
- Lohgock
- Lucario
- Machomei
- Mewtu
- Pikachu
- Rutena
- Schatten-Mewtu
- Skelabra
- Snibunna
- Suicune
- Wrestler-Pikachu

Mit Pokémon Tekken DX kamen sieben weitere Charaktere hinzu:
- Darkrai
- Scherox
- Glibunkel
- Silvarro
- Impoleon
- Turtok (als DLC)
- Durengard (als DLC)

### Assist-Charaktere
Weiterhin enthält das Spiel 20 Nicht-Spieler-Charaktere, die zur Unterstützung herbeigerufen werden können. Die Pokémon erscheinen stets zu zweit.
- Serpifeu und Lapras
- Emolga und Fynx
- Amphizel und Evoli
- Jirachi und Elfun
- Traunmagil und Vulnona
- Porenta und Lektrobal
- Togekiss und Rotom
- Dragoran und Victini
- Glibunkel und Feelinara
- Pachirisu und Karpador

Mit Pokémon Tekken DX kamen drei weitere Assist-Charakter-Paare hinzu, zwei von diesen als DLC.
- Flamiau und Robball
- Mega-Rayquaza und Mimigma (als DLC)
- Mew und Celebi (als DLC)